# تاوريرت (آيت احماد)
تاوريرت هو دُوَّار يقع بجماعة فاصك، إقليم كلميم، جهة كلميم واد نون في المملكة المغربية. ينتمي الدوّار لمشيخة آيت احماد التي تضم دوارين. يقدر عدد سكانه بـ 429 نسمة حسب الإحصاء الرسمي للسكان والسكنى لسنة 2004.

## روابط خارجية
- البوابة الوطنية للجماعات الترابية نسخة محفوظة 12 مارس 2018 على موقع واي باك مشين.
- المندوبية السامية للتخطيط